# Cadw
Cadw ([ˈkadu] er et walisisk verbum, der betyder "at beholde/beskytte") er en delvis uafhængig, offentligt finansieret organisation, der har ansvar for historiske mindesmærker som bygninger, strukturer, landskab og lignende i Wales. Cadw har til opgave at drive disse steder, så offentligheden kan besøge dem og få indblik i stedernes historie og indvirken på Wales og områdets historie.
Organisationens fem mest besøgte steder var i 2010-2011 Caernarfon Castle (192.695), Conwy Castle (190.031), Caerphilly Castle (94.707), Harlech Castle (93.242) og Beaumaris Castle (80.660).
Organisationen svarer til English Heritage og Historic Scotland for hhv. England og Skotland.